# Saqiyet Nijm
Saqiyet Nijm (tiếng Ả Rập: ساقية نجم) là một ngôi làng Syria nằm ở Al-Suqaylabiyah Nahiyah ở quận Al-Suqaylabiyah, Hama. Theo Cục Thống kê Trung ương Syria (CBS), Saqiyet Nijm có dân số 1932 trong cuộc điều tra dân số năm 2004.